# Río Segura

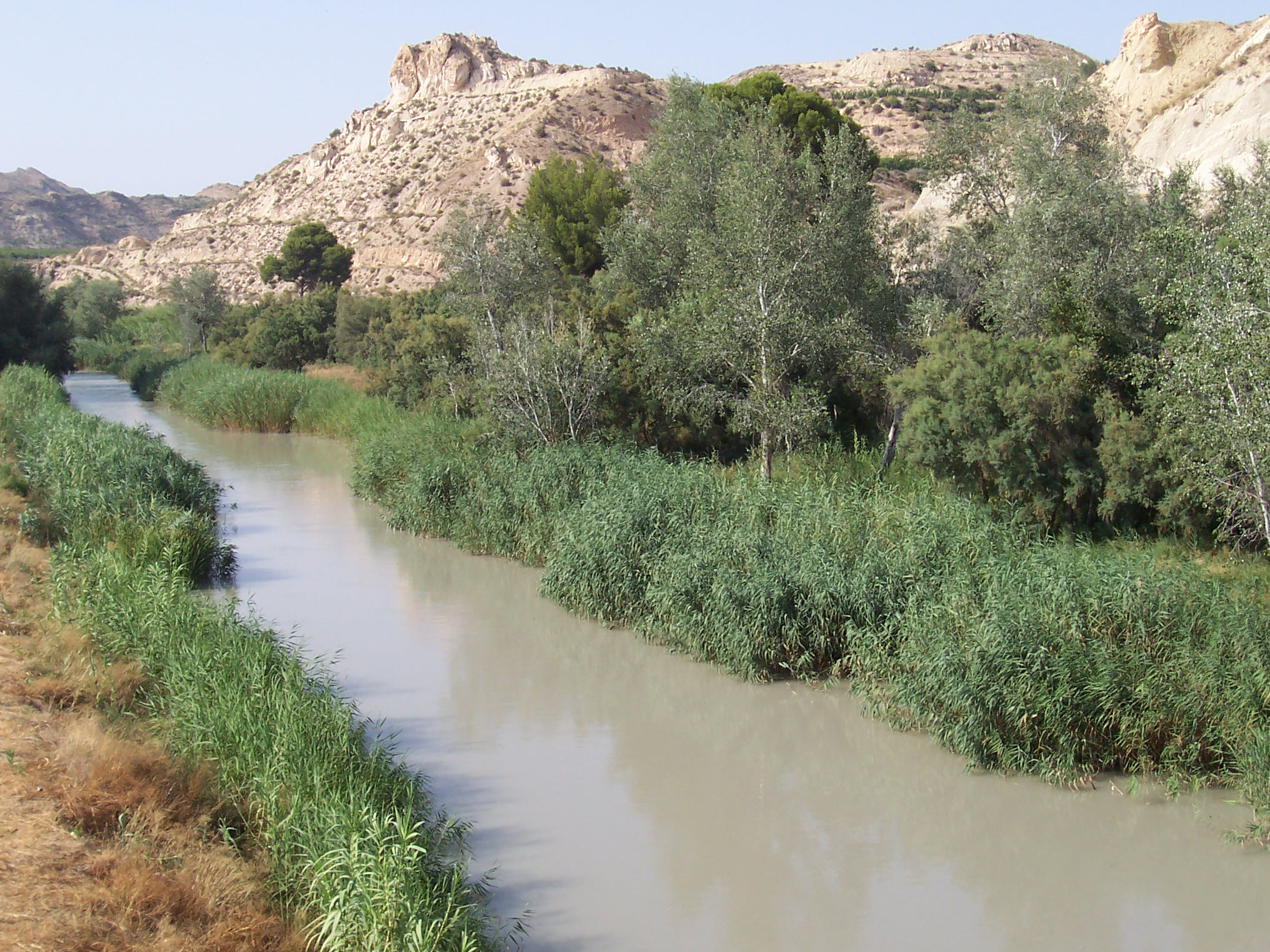
Río Segura bei Archena

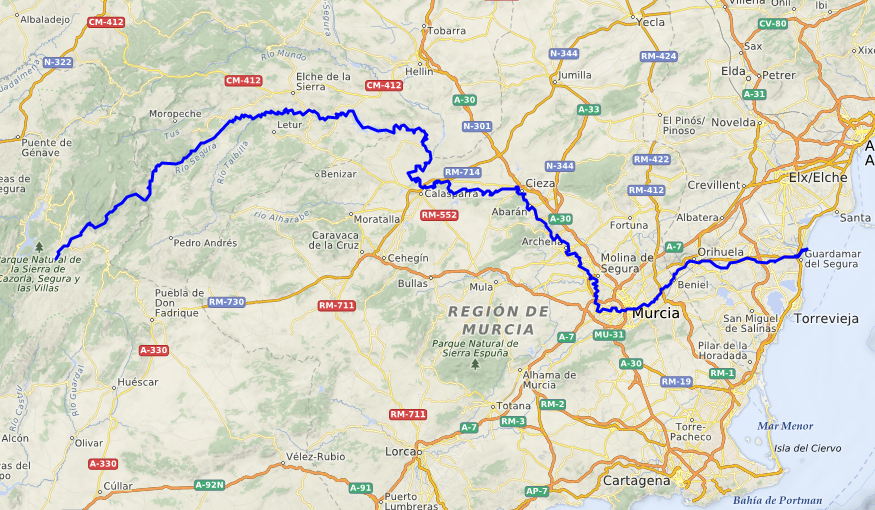
Lage des Río Segura

Der Río Segura (lat. Thader, arab. وادي الأبيض Wadi al-Abyad) ist ein ca. 325 km langer Küstenfluss in den Provinzen Jaén, Albacete, Murcia und Alicante in Südostspanien.

## Verlauf
Der Río Segura entspringt beim Dorf Fuente Segura auf dem Gemeindegebiet von Santiago-Pontones in der andalusischen Provinz Jaén und durchfließt zunächst in nördlicher und östlicher Richtung die Provinz Albacete. In der Provinz Murcia erreicht er als erste größere Stadt an seinem Lauf Cieza, wo er sich nach Süden wendet. Er bewässert die Obstbaumkulturen und Felder des Valle de Ricote und der Umgebung. Danach fließt er überwiegend in östliche Richtung; hinter Orihuela ist er kanalisiert und mündet ca. 2 km nördlich von Guardamar del Segura in der Provinz Alicante ins Mittelmeer.

## Wassermenge
Wegen der großen Wasserentnahmen für Bewässerungszwecke sind der Mittel- und Unterlauf des Río Segura vom späten Frühjahr bis in den Herbst hinein von Trockenheit geprägt. Aufgrund der Abholzung der Uferzonen kommt es aber nach starken Herbst- und Winterniederschlägen in beinahe jedem Jahrzehnt zu Überflutungen – so etwa im Jahr 2000. Die gemessenen Durchflussmengen steigen dabei auf über 1800 m³/s an. Der Bau von Stauseen hat das Problem nur teilweise entschärft. Seit 1990 wurde der untere Teil des Flusses kanalisiert, auch um die von den Überflutungen hervorgerufenen Schäden zu reduzieren.

## Nebenflüsse
- Taibilla
- Río Mundo
- Río Alhárabe oder Río Moratalla
- Río Argos
- Quípar
- Río Mula
- Rambla Salada
- Guadalentín

## Ökologie
Wegen des Eintrags von ungeklärten Abwässern sowie von Düngemitteln und Agrochemikalien galt der Unterlauf des Río Segura noch vor wenigen Jahren als einer der schmutzigsten Flüsse Europas. Durch den Bau von Kläranlagen wurde die Situation jedoch verbessert.

## Geschichte
Wie zahlreiche Felsmalereien entlang seiner Uferzonen beweisen, war der Río Segura bereits in der Steinzeit ein von Menschen beachteter Flusslauf. Auch die Iberer, Römer und vielleicht auch die Westgoten siedelten an seinen Ufern. Die ehemalige maurische, d. h. berberische Siedlung Siyâsa bei Cieza ist die bedeutendste Fundstelle ihrer Art auf der Iberischen Halbinsel; auch die Stadt Murcia ist eine maurische Gründung (um 825). Unter christlicher Herrschaft (ab 1243) erlebten die meisten Orte jedoch ihre Blütezeit.